# Ben Szahar
Ben Szahar (héberül: בן שהר, Holon, 1989. augusztus 10. –) izraeli válogatott labdarúgó, a ciprusi APÓÉL játékosa.
Pályafutása elején hazájában, a Hapóél Tel-Avivban nevelkedett, tizenhat éves korában pedig az angol Premier League-ben szereplő Chelsea igazolta le. Bár Ichák Sum, a Hapőél akkori vezetőedzője többször felhívta a felnőtt keretbe, úgy szerződött külföldre, hogy előtte egyetlen felnőtt bajnokit sem játszott hazájában. A londoni csapatnál három év alatt csupán három bajnokit játszott, többször kölcsönadták, de pályafutása későbbi szakaszában pályára lépett a spanyol, a német és a holland élvonalban is. 
Az izraeli válogatottban 2007-ben mutatkozott be, negyvenhárom mérkőzésen nyolcszor volt eredményes a nemzeti csapatban.

## Pályafutása

### Klubcsapatokban

#### Chelsea
Szülővárosában kezdte pályafutását, majd a Hapóél Tel-Aviv akadémiájának tagja lett. 2006 májusában 320 000 fontért szerződtette az angol Premier League-ben szereplő Chelsea.
2007. január 6-án az FA-kupában, a Macclesfield Town elleni mérkőzésen mutatkozott be a csapatban. Csereként állt be Salomon Kalou helyére a 76. percben. Négy nap múlva a Ligakupában is pályára lépett a Wycombe Wanderers ellenimérkőzésen. A Premier League-ben 2007. január 13-án mutatkozott be, a Wigan Athletic elleni találkozón Arjen Robbent váltotta a 82. percben. A szezon későbbi részében még két bajnokin kapott szerepet.

#### Queens Park Rangers
2007. július 26-án három hónapra kölcsönadták a másodosztályban szereplő Queens Park Rangersnek. Az előszezonban jó teljesítményt nyújtott, a londoni csapat végül 2008 januárjáig meghosszabbította kontraktusát, de több sérülés is hátráltatta, így mindössze kilenc bajnokin tudott pályára lépni.

### Sheffield Wednesday
Miután felépült sérüléséből, 2008. február 21-én újból kölcsönadták, ezúttal a Sheffield Wednesdaynek, előbb egy hónapra, majd később ezt meghosszabbítva a szezon végéig. Első gólját március 22-én, a Crystal Palace elleni bajnokin szerezte a klub színeiben, de később eredményes volt a Scunthorpe United és a Norwich City ellen is. Tizenkét mérkőzésen három góllal segítette a másodosztályban bennmaradáshoz a csapatot.

### Portsmouth
2008. június 12-én sajtóértesülések szerint Szahar Hollandiában tárgyalt, hogy kölcsönben a NEC Nijmegenben folytassa pályafutását, azonban a pénzügyi feltételekben nem sikerült megegyezni, így a szerződés meghiúsult és fél évre a friss FA-kupa-győztes Portsmouth csapatához került. 2008. július 1-jén csatlakozott a klubhoz és bár az előszezonban rendszeresen játéklehetőséget kapott, és gólokat is lőtt,< a szezon során nem lépett pályára bajnokin a csapat mezében. "Ha játszottam volna néhány meccset, és azt mondják, hogy nem vagyok elég jó, akkor rendben. De tény, hogy nem is kaptam lehetőséget a bizonyításra" – nyilatkozta később.

### De Graafschap
2009. január 2-án a szezon végéig kölcsönadták a holland élvonalbeli De Graafschapnak. 2009. január 17-én mutatkozott be az Eredivisie-ben és egyből gólt szerzett a Willem II elleni mérkőzésen. Tizenhat bajnokin ötször volt eredményes az itt töltött ideje alatt, több fontos találatot is szerzett, azonban a De Graafschap csak az utolsó előtti helyen végzett a szezon végén, így rájátszásra kényszerült a bennmaradás kivívásáért, ahol Szahar újabb fontos találatot jegyzett a MVV Maastricht ellen 3–2-re megnyert párharc során. A play-offban hat mérkőzésen egy gólt és két gólpasszt jegyzett, összesen 22 bajnokin hat gól és három gólpassz volt a mérlege a holland csapatban.

### Pályafutásának későbbi évei
2009 nyarán a spanyol élvonalban szereplő Espanyol egymillió euró ellenében végleg szerződtette a Chelsea-től. Augusztus 2-án kétszer volt eredményes a Liverpool elleni felkészülési találkozón aratott 3–0-s győzelem alkalmával, és a mérkőzés legjobbjának is megválasztották. Ez volt a Estadi Cornellà-El Prat nyitómérkőzése. A spanyol élvonalban először 2009. szeptember 23-án volt eredményes a Málaga elleni győzelemkor. Három évet töltött a klub kötelékében, ezalatt 22 bajnokit játszott, egy gólt szerzett, és többször kölcsönadták más csapatoknak.
A 2010-2011-es szezont hazájában, a Hapóél Tel-Avivban töltötte. Első gólját a 2010–2011-es UEFA-bajnokok ligája-sorozat harmadik selejtezőkörében szerezte a kazah Aktöbe elleni párharc során. Szahart kétségkívül sztárként kezelték hazájában, azonban az elvárásoknak eleinte nehezen tudott megfelelni, amit a klub ügyvezetője szerint is mentális problémákra lehetett nála visszavezetni. A szezon második felében, amikor Itay Shechter sérülés miatt hosszabb időre kidőlt, Szahar alapemberré lépett elő és gólerős párost alkotott Toto Tamuzzal.
A következő szezont a francia első osztályban, az Auxerre-nél töltötte, de az ezt követő években megfordult a Hertha BSC, az Arminia Bielefeld és a Willem II csapataiban is.
2015 nyarán újból visszatért izraelbe és három évre aláírt a Hapóél Beér-Sevához és tagja volt az elkövetkezendő években három bajnoki címet is szerző csapatnak.

### A válogatottban
2007. február 7-én tizenhét és fél évesen, az izraeli labdarúgás történetében legfiatalabbként mutatkozott be a felnőtt válogatottban egy Ukrajna elleni felkészülési mérkőzésen. Ezt a rekordját később Gai Assulin megdöntötte. Március 24-én az észtek ellen két gólt is szerzett, így ő lett a legfiatalabb, aki eredményes volt a nemzeti csapatban.

## Sikerei, díjai
Hapóél Tel-Aviv
- Izraeli Kupa-győztes: 2010–11

Hertha BSC
- Bundesliga 2, bajnok: 2012–13

Hapóél Beér-Seva
- Izraeli bajnok: 2015–16, 2016–17, 2017–18[27]
- Izraeli Kupa-győztes: 2019–20[28]
- Totó-kupa-győztes: 2016–17
- Izraeli Szuperkupa-győztes: 2016

## Magánélete
Az izraeli Holon városában született zsidó családban. His father is an electrician, and his mother teaches sports. Édesapja villanyszerelő, édesanyja testnevelő tanár volt. Modi'in városában nőtt fel. Édesanyja lévén lengyel származású, így rendelkezik lengyel állampolgársággal is, többek közt ennek is volt köszönhető, hogy a Chelsea fiatal kora ellenére szerződtethette, miután megkapta az Egyesült Királyságban való játékra jogosító Európai Uniós engedélyt.
Izraeli állampolgárként később vissza kellett térnie szülőhazájába a kötelező hároméves katonai szolgálat idejére. Ugyan az izraeli törvényhozók dolgoztak egy olyan jogszabályon (becenevén: "A Ben Szahar-törvény"), amely lehetővé tette volna számára, hogy Nagy-Britanniában töltse ezt az időt, végül ezt a lehetőséget a az ország törvényhozása nem fogadta el és hivatalosan besorozták az izraeli hadseregbe, aminek következtében katonai szolgálata alatt jelentkeznie kellett kijelölt támaszpontján, ahányszor csak Izraelben járt.